# Christian Heinrich Rinck
Johann Christian Heinrich Rinck (Elgersburg, Turingia, 18 de febrero de 1770 - Darmstadt, 23 de julio de 1846) fue un organista y compositor alemán, de la época del clasicismo y principios del romanticismo.
Después de estudiar en Erfurt, entre 1786 y 1789, con Johann Christian Kittel que había sido discípulo de Bach, fue nombrado organista en Giessen (Hesse), en 1790. En 1805 se trasladó con el mismo cargo, a Darmstadt, ciudad en la que también realizó actividades docentes, y donde entre otros alumnos tuvo Ludwig Christian Erk. Desde 1813 fue organista de la corte y, cuatro años más tarde, músico de cámara de El gran duque Luis I.
La actividad de organista que desarrolló en Alemania le valió el apodo de deutscher Bach (Bach alemán). En vida recibió grandes honores; fue designado miembro de la Maatschappij tot Bevordering der Toonkunst de Holanda y en 1831 recibió el doctorado honoris causa de la Universidad de Giessen.
Compuso Osterkantate, para coro y orquesta, una Missa, motetes, etc ...